# Amyras clandestina
Amyras clandestina är en stekelart som först beskrevs av Alexander Henry Haliday 1839.  Amyras clandestina ingår i släktet Amyras och familjen bracksteklar. Arten är reproducerande i Sverige. Inga underarter finns listade i Catalogue of Life.